# Erich Nord
Erich Nord (* 10. Mai 1881 in Stößen bei Naumburg (Saale); † 18. April 1935 in Bangkok) war ein deutscher Jurist, Publizist, Diplomat und Gesandter.

## Beruflicher Werdegang
In Dessau besuchte Erich Nord das Friedrichs-Gymnasium und schloss hier die Schulausbildung 1899 mit dem Abitur ab. Noch im gleichen Jahr begann er ein Studium der Rechtswissenschaften an der Humboldt-Universität in Berlin. Dieses Studium ergänzte er mit Sprachausbildungen am Seminar für Orientalische Sprachen (SOS)in Berlin. Dort legte er 1902 das Diplom für die chinesische Sprache ab. Ein Jahr später absolvierte er die Prüfungen als Referendar, die Erste juristische Staatsprüfung. Kurz darauf folgte seine Promotion zum Dr. jur. mit einem Thema zur Besitzübertragung im Bürgerlichen Recht. Seit dem Sommer war er daraufhin im preußischen Justizdienst eingesetzt.
Zum März 1904 erhielt Erich Nord seine Einberufung zum Auswärtigen Dienst als Dolmetscher-Eleve am Generalkonsulat in Konstantinopel. Hier verblieb er insgesamt vierzehn Jahre. Während dieser Zeit wurde er 1908 zum 2. Dragoman erhoben und 1911 zum 1. Dragoman des Konsulates erhoben. Neben dieser Tätigkeit im konsularisch-diplomatischen Sektor war er als freier Dozent an Bildungseinrichtungen der Stadt tätig. Mehrere seiner ab 1911 erschienenen Publikationen setzten sich mit Fragen des türkischen Rechts und der Anpassung an europäische Rechtsnormen, vor allem im Bereich des Strafrechtes auseinander. Ab 1915 erhielt er hier eine Professur für bürgerlich, europäisches Recht an der Dârülfünûn in Konstantinopel. Somit hatte er zum Zeitpunkt des Abbruchs der diplomatischen Beziehungen zu Deutschland 1918 eine Beschäftigung im osmanischen Reich zum Bestreiten des Lebensunterhaltes. Dennoch erfolgte Ende Dezember 1918 seine Rückreise nach Deutschland.
In Berlin wieder eingetroffen wurde Erich Nord ab März 1919 im Auswärtigen Amt als Konsul in der Abteilung III (Recht) verwendet. Drei Monate später wechselte er zur Abteilung F (Frieden) und war ab Herbst als Vertreter des Auswärtigen Amtes an den deutsch-polnischen Verhandlungen beteiligt. Zeitnah erhielt er an der Juristischen Fakultät der Humboldt-Universität Berlin eine Honorarprofessur. Im Folgejahr wurde er zum Legationsrat ernannt und war ab Oktober 1920 in der Abteilung X mit Außenhandelsfragen beschäftigt. Nach mehreren Zwischenetappen 1921 in der Abteilung VIII (Internationale Recht) und der Abteilung II (West- und Südosteuropa) übernahm Nord im Dezember 1924 als Vortragender Legationsrat die Leitung der Abteilung II.

## Einsatz in Asien
Nur fünf Monate später erhielt Erich Nord einen Auftrag für Jerusalem. Dort übernahm er im Juli 1925 als Generalkonsul die Geschäfte. Bis Ende 1932 verblieb er auf diesem Posten. Bereits im Oktober hatte er dem Wechsel nach Bangkok zugestimmt. In Thailand löste er dann am 16. Januar 1933 den Gesandten Rudolf Asmis (1879–1945) ab. Nach nicht einmal zwei Jahren Amtszeit als Gesandter verstarb Nord am 18. April 1935 in Bangkok. Dieser Aufgabenbereich wurde 1936 dort mit Wilhelm Thomas neu besetzt.

## Familie
Die Eltern von Erich waren der Versicherungskaufmann Adolf Nord und dessen Ehefrau Alma Nord, geborene Körner. Der Sohn heiratet 1907 die aus Konstantinopel stammende Djemile, geborene Brand. Aus der Ehe gingen zwei Kinder hervor, die in Konstantinopel geboren wurden.

## Publikationen
- Die rechtliche Natur der Besitzübertragung im Recht des Bürgerlichen Gesetzbuches, C. Hinstorff Verlag Rostock, 1903
- Die Anatolische Teppichindustrie, in: Nachrichten für Handel und Industrie, Heft 8, Jahrgang 1906
- Das türkische Strafgesetzbuch: vom 28. Zilhidje 1274 (9. August 1858) mit Novelle vom 6. Djemazi-ül-achyr 1329 (4. April 1911) und den wichtigsten türkischen Strafnebengesetzen; deutsche Übersetzung nebst Einleitung und Anmerkungen, Guttentag Berlin 1912
- Das türkische Prisengerichtsverfahren, in: Zeitschrift für internationales Recht, Heft 23, Jahrgang 1913
- Die Reform des türkischen Liegenschaftsrechts: Kritische Studie über die neuen türkischen Liegenschaftsgesetze nebst deutscher Übersetzung der Gesetzestexte, Duncker & Humblot, München 1914
- Rechtsverfolgung in der Türkei zur Zeit der Kapitulationen, in: Zeitschrift für vergleichende Rechtswissenschaften, Jahrgang 1917